# Aziz Bouhaddouz
Aziz Bouhaddouz (Berkan, 30 de marzo de 1987) es un exfutbolista marroquí que jugaba de delantero.

## Trayectoria
Bouhaddouz nació en Berkan, Marruecos. Cuando tenía un año, su familia se mudó a Dietzenbach en el sur de Hesse, donde comenzó su carrera en FC Dietzenbach.
Después de un hechizo en SpVgg Neu-Isenburg, se unió al FSV Fráncfort en 2006 y jugaba en la Oberliga Hessen en ese momento. En febrero de 2009, recibió un préstamo de 1.5 años para FC Erzgebirge Aue.
En 2011, Bouhaddouz se unió a SV Wehen Wiesbaden en una transferencia gratuita. Marcó su primer gol para el club en contra del VfL Osnabrück cuando también fue expulsado. En el verano de 2012, aceptó la terminación de su contrato, que debía finalizar en 2013.
En septiembre de 2013, Bouhaddouz se trasladó a las reservas de Bayer Leverkusen después de ser liberado de su contrato con Viktoria Colonia. Marcó 24 goles en 27 partidos en la cuarta división de Regionalliga Oeste.
El 5 de mayo de 2014, firmó un contrato de dos años con SV Sandhausen.
En abril de 2016, Bouhaddouz acordó un contrato de tres años con FC Sankt Pauli.

## Selección nacional
Bouhadddouz nació en Marruecos, pero se crio en Alemania y fue elegible para ambos equipos nacionales. Hizo su debut para la selección de fútbol de Marruecos en un amistoso 0-0 empatado con Albania en agosto de 2016. Un mes más tarde, anotó su primer gol para su país, anotando en un partido de clasificación para la Copa Africana de Naciones de 2017. contra Santo Tomé y Príncipe.
En mayo de 2018 fue nombrado en el escuadrón de 23 hombres de Marruecos para la Copa Mundial de Fútbol de 2018 en Rusia. En el primer partido de la Copa del Mundo ante la Selección de Irán, ingresó en el segundo tiempo, con el partido 0 a 0. En el último minuto, el capitán de Irán Ehsan Haji Safi cobró un tiro libre y Bouhaddouz marcó en propia puerta, con lo que el partido terminó 1 a 0 a favor de Irán.

### Goles internacionales
| #  | Fecha                   | Ciudad    | Oponente              | Score | Resultado | Competencia                                             |
| -- | ----------------------- | --------- | --------------------- | ----- | --------- | ------------------------------------------------------- |
| 1. | 4 de septiembre de 2016 | Rabat     | Santo Tomé y Príncipe | 2–0   | Victoria  | Clasificación para la Copa Africana de Naciones de 2017 |
| 2. | 20 de enero de 2017     | Oyem      | Togo                  | 1–1   | Empate    | Copa Africana de Naciones 2017                          |
| 3. | 24 de marzo de 2017     | Marrakech | Burkina Faso          | 2–0   | Victoria  | Amistoso                                                |

## Clubes
| Club                          | País           | Año       |
| ----------------------------- | -------------- | --------- |
| FSV Fráncfort II              | Alemania       | 2006-2007 |
| FSV Fráncfort                 | Alemania       | 2007-2011 |
| F. C. Erzgebirge Aue (cedido) | Alemania       | 2009      |
| SV Wehen Wiesbaden            | Alemania       | 2011-2012 |
| F. C. Viktoria Colonia        | Alemania       | 2012-2013 |
| Bayer 04 Leverkusen II        | Alemania       | 2013-2014 |
| SV Sandhausen                 | Alemania       | 2014-2016 |
| F. C. Sankt Pauli             | Alemania       | 2016-2018 |
| Al-Batin F. C.                | Arabia Saudita | 2018-2019 |
| SV Sandhausen                 | Alemania       | 2019-2021 |
| MSV Duisburgo                 | Alemania       | 2021-2023 |
| FSV Fráncfort                 | Alemania       | 2023      |